# Chinon Industries

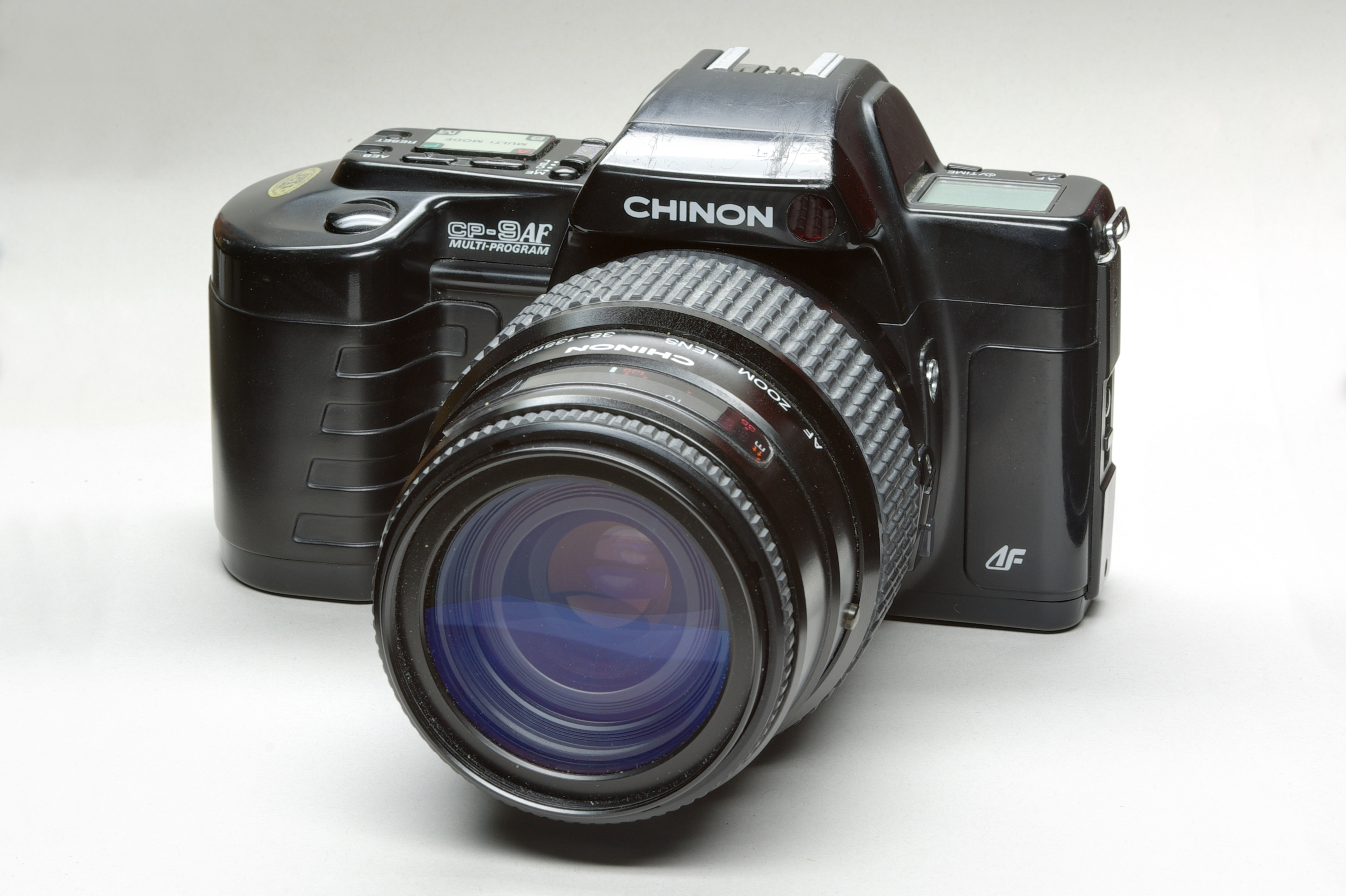
Chinon CP-9 AF z obiektywem AF 35-135 mm

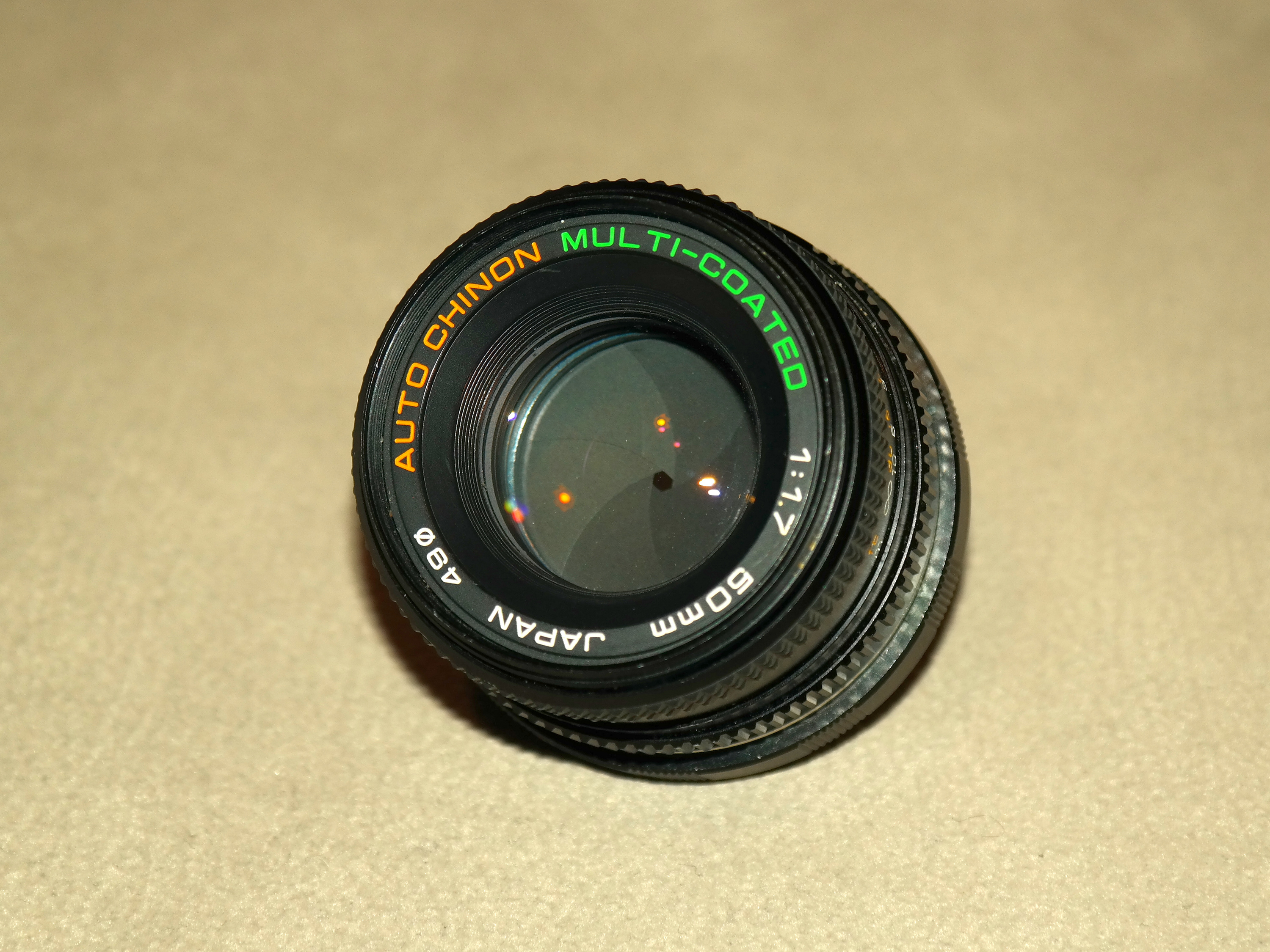
Chinon Auto MC 50mm f/1.7

Chinon Industries Inc. – marka japońskiego producenta sprzętu filmowego i fotograficznego, głównie kamer, lustrzanek i obiektywów. Firma została założona przez Sanshin Seisakusho w 1948 roku w mieście Chino. W 1997 pakiet większościowy spółki został przejęty przez firmę Kodak, a w 2004 stała się ona w całości własnością Kodak Digital Product Center, Japan Ltd. jako spółka zależna, produkująca aparaty cyfrowe.
W większości modeli aparatów Chinon stosowano mocowanie Pentax K.